# Брасселс (Вісконсин)
Брасселс (англ. Brussels) — місто (англ. town) в США, в окрузі Дор штату Вісконсин. Населення — 1125 осіб (2020).

## Демографія
Згідно з переписом 2010 року, у місті мешкало 1136 осіб у 430 домогосподарствах у складі 330 родин. Було 481 помешкання
Расовий склад населення:
| - 99,0 % — білих - 0,5 % — корінних американців - 0,3 % — чорних або афроамериканців - 0,1 % — азіатів |

До двох чи більше рас належало 0,1 %. Частка іспаномовних становила 0,5 % від усіх жителів.
За віковим діапазоном населення розподілялося таким чином: 26,4 % — особи молодші 18 років, 60,9 % — особи у віці 18—64 років, 12,7 % — особи у віці 65 років та старші. Медіана віку мешканця становила 40,1 року. На 100 осіб жіночої статі у місті припадало 105,4 чоловіків;  на 100 жінок у віці від 18 років та старших — 102,9 чоловіків також старших 18 років.
Середній дохід на одне домашнє господарство  становив 70 245 доларів США (медіана — 59 792), а середній дохід на одну сім'ю — 75 341 долар (медіана — 71 667). Медіана доходів становила 51 875 доларів для чоловіків та 36 667 доларів для жінок. За межею бідності перебувало 13,8 % осіб, у тому числі 31,5 % дітей у віці до 18 років та 4,8 % осіб у віці 65 років та старших.
Цивільне працевлаштоване населення становило 535 осіб. Основні галузі зайнятості: виробництво — 20,0 %, освіта, охорона здоров'я та соціальна допомога — 17,0 %, роздрібна торгівля — 10,7 %, будівництво — 8,6 %.